# Les Fatals Picards

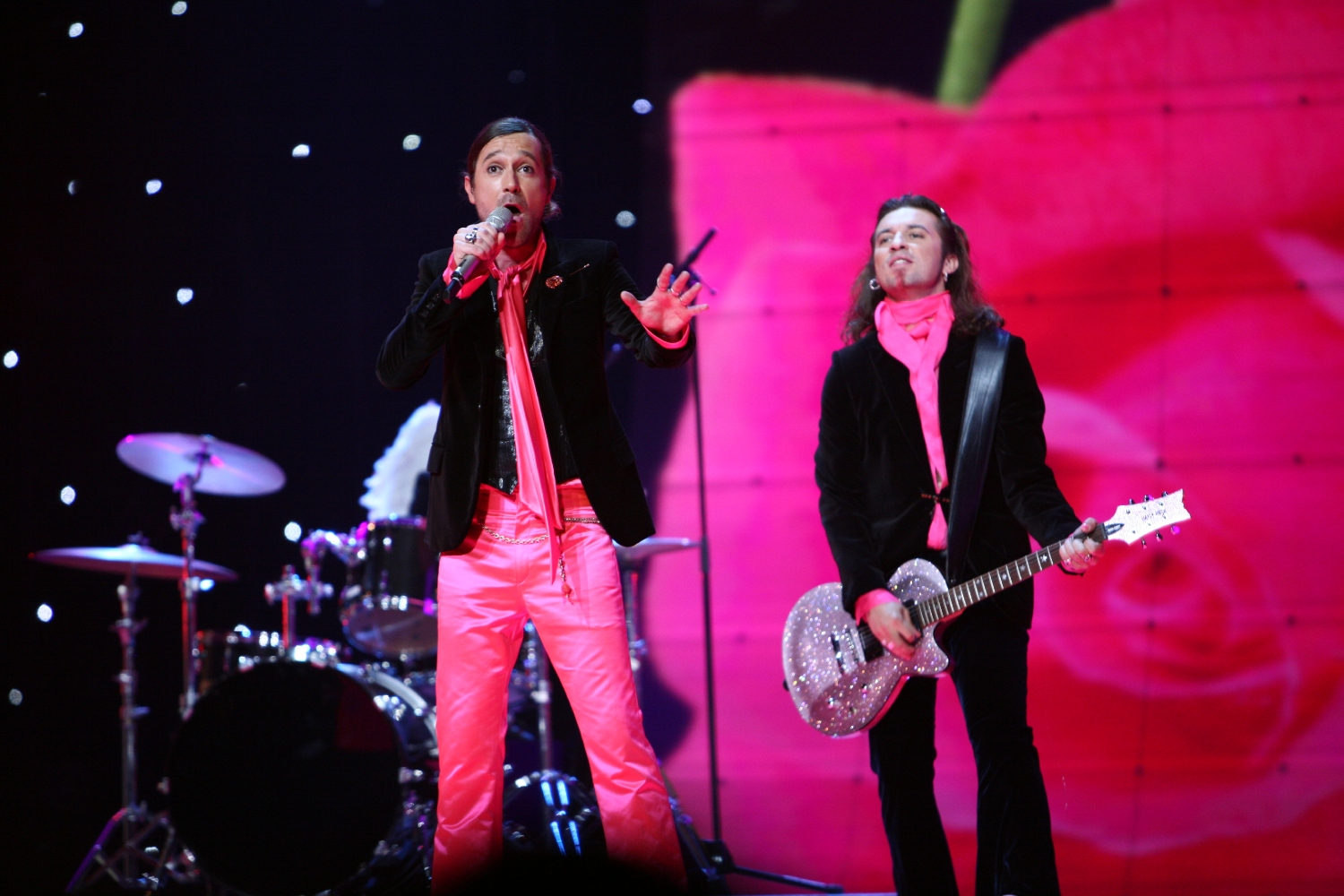
Les Fatals Picards under framträdandet på Eurovision Song Contest 2007

Les Fatals Picards är en fransk rockgrupp som framförde Frankrikes bidrag i Eurovision Song Contest 2007 i Helsingfors den 12 maj, efter att ha vunnit den nationella finalen. Deras bidrag hette L'amour à la française. Les Fatals Picards skapades år 2000, då sångaren Ivan samlade ihop några vänner, och bestämde sig för att skapa ett band. De har hunnit släppa tretton  album, varav det senaste, Le Syndrome de Göteborg, 2022.